# 퓌리스강

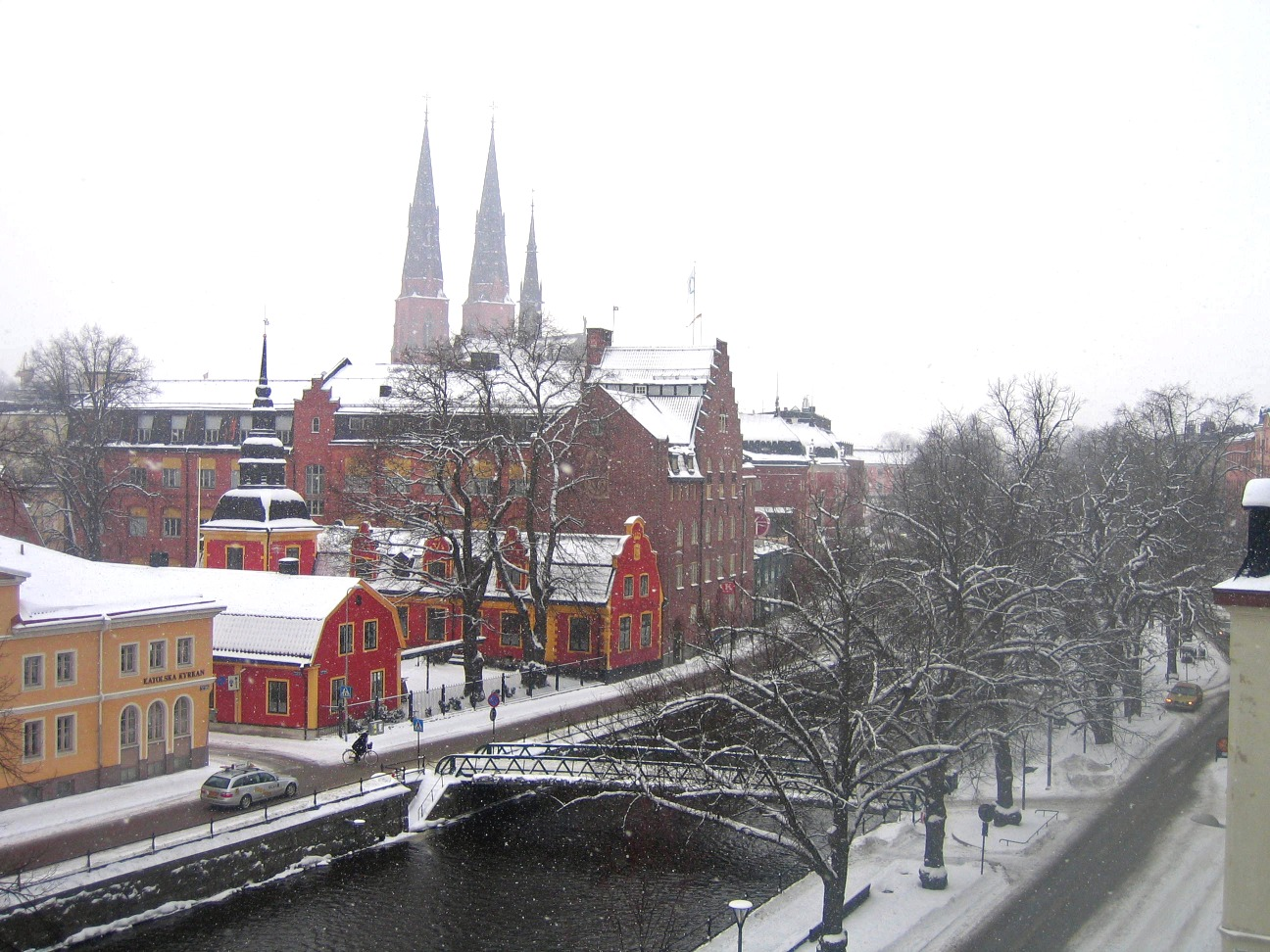
웁살라를 흐는 퓌리스강의 모습

퓌리스강(스웨덴어: Fyrisån)은 스웨덴의 우플란드 지방을 흘러가는 강이다. 우플란드의 중심 도시인 웁살라를 지나가며 멜라렌호로 들어간다.
사실 중세 후반기에는 살라강(Sala river)으로 불렸지만 17세기 즈음 지금의 이름으로 바뀌었다. "퓌리스"라는 명칭은 인근의 곡창지대인 퓌리스베리르평야의 이름을 딴 것이다.
보트는 웁살라 중부를 통하여 운행이 가능하지만 그 위로의 선박 운항은 불가능하다. 이는 멸종 위기종 어류가 서식하는 스웨덴의 강에서 무분별한 포획을 막고자 한 정부의 조치였다.